# Tedania meandrica
Tedania meandrica är en svampdjursart som beskrevs av Thiele 1903. Tedania meandrica ingår i släktet Tedania och familjen Tedaniidae. Inga underarter finns listade i Catalogue of Life.